# 綠胸鏢鱸
綠胸鏢鱸為輻鰭魚綱鱸形目鱸亞目河鱸科的其中一種，分布於美國阿拉巴馬河及Black Warrior河流域，體長可達7.9公分，棲息在流動快速、岩石底質的溪流，屬肉食性，以水生昆蟲為食。